# هوريس بلونكيت
هوريس كورزن بلونكيت (24 أكتوبر عام 1854–26 مايو عام 1932)، هو مصلح زراعي أنجلو-أيرلندي، ورائد في التعاونية الزراعية، وعضو برلمان اتحادي، وداعم للحكم الأيرلندي الذاتي، وعضو في البرلمان الأيرلندي، ومؤلف.
هوريس بلونكيت هو الشقيق الأصغر لجون بلونكيت، البارون السابع عشر لدونساني. كان هوريس بلونكيت عضوًا في مجلس المناطق المزدحمة الأيرلندي لأكثر من 27 عامًا، وهو مؤسس لجنة الاستراحة وجمعية المنظمة الزراعية الأيرلندية، ونائب رئيس قسم الزراعة والتعليم التقني لأيرلندا منذ شهر أكتوبر عام 1899 وحتى شهر مايو عام 1907. كان بلونكيت أيضًا عضوًا برلمانيًا، ومثل جنوب دبلن في مجلس العموم البريطاني في المملكة المتحدة منذ عام 1892 وحتى عام 1900، وكان رئيس التجمع الأيرلندي بين عامي 1917 و1918. كان بلونكيت من أتباع الحكم الذاتي، وأنشأ عام 1919 عصبة السيادة الأيرلندية، والتي لا تزال تعمل جاهدة للحفاظ على أيرلندا موحّدة. أصبح بلونكيت عام 1922 عضوًا في التشكيلة الأولى لمجلس الأعيان في برلمان الدولة الأيرلندية الحرة.

## العائلة والخلفية
كان بلونكيت الابن الخامس للأدميرال إدوارد بلونكيت، البارون السادس عشر لدونساني، في دونساني ضمن مقاطعة ميث. كانت والدته المحترمة آن كونستانتين دوتن (توفت عام 1858) وهي ابنة جون دوتن البارون الثاني لشيربورن. كان بلونكيت أنجلو–أيرلندي، وباعتباره ذا خلفية اتحادية أيرلندية أنجليكانية، فتلقى تعليمه في كلية إتون ضمن جامعة أوكسفورد، والتي أصبح زميلًا فخريًا لها عام 1909. كان شقيقه الأكبر جون بلونكيت، وهو البارون السابع عشر لدونساني، وكان ابن عمه جورج نوبل بلونكيت، وهو نبيل بابوي ووالد جوزيف بلونكيت أحد الموقعين على وثيقة إعلان الجمهورية الأيرلندية، وأحد قادة تمرد عيد الفصح عام 1916.
هددت الأمراض الرئوية حياة بلونكيت عام 1879، لذا لجأ هوريس بلونكيت إلى العيش في المزارع لـ 10 أعوام (من 1879 وحتى 1889) في جبال بيغهورن في وايومنغ، حيث اكتسب خبرة أثبتت فعاليتها في مجال التعليم والتحسين والإنماء الزراعي. وعند عودته إلى أيرلندا، كرّس نفسه لتلك المواضيع.
لم يتزوج هوريس مطلقًا، إذ صبّ جلّ طاقته على الإنماء الزراعي والريفي والسياسة والدبلوماسية والإدارة العامة والاقتصاد. في شهادة واضحة عن مساعيه، منح هوريس ميراثه الرئيسي إلى الحركة التعاونية الأيرلندية، والتي نمت لتشتمل على شركات أغذية كأڤونمور ومجموعة كيري، وما يُعرف الآن بإدارة الزراعة والغذاء والبحرية.

## ريادة التعاون
في البداية، عزم بلونكيت على الانعزال والابتعاد عن السياسات الحزبية، وحاول جذب الناس من مختلف الآراء السياسية كي يروّج للازدهار المادي للشعب الأيرلندي. في عام 1891، عُيّن هوريس في مجلس المناطق المزدحمة المنشأ حديثًا، وتعلّم من خبرته الشخصية الظروف السيئة جدًا لسكان الأرياف، خصوصًا غربي نهر شانون. صقلت تلك التجربة قناعات هوريس واعتقاده أن الحل الوحيد للمشاكل والقضايا الاجتماعية والاقتصادية هو المساعدة الذاتية التعاونية.
لاحظ هوريس الاقتصاد المتدهور من حوله، والذي أضناه الخصام وحتّته الهجرة، فانتشر الفقر المدقع في الريف وحلّ بالمدينة ركود اقتصادي.
قاد هوريس عملية إنماء التعاون الزراعي، فتعلّم من المزارعين الأمريكيين المنعزلين، وأخذ عن الإسكندنافيين نماذج التعاون واختراع فرّازة القشدة العاملة على البخار. عمل هوريس مع عدد من الزملاء، من ضمنهم اثنان من رجال الكهنوت. نادى هوريس ودافع عن مبدأ الاعتماد على الذات، فوضع أفكاره في حيّز التنفيذ عندما كان مع مزارعي الألبان في جنوب أيرلندا، حيث أنشأ والمزارعون أول مجلس تعاوني أيرلندي في دونيرالي في مقاطعة كورك. افتتح هوريس أيضًا أول معمل ألبانٍ في درومكوليهرفي مقاطعة ليمريك.
لاقت الحركة التعاونية نجاحًا منقطع النظير عندما بدأت إنشاء معامل الألبان. دعى بلونكيت المزارعين للاشتراك معه في إنشاء وحدات لمعالجة وتسويق الزبدة والحليب والجبن المُنتج من تلك المعامل، وجعْله ملائمًا لمعايير السوق البريطانية المُربحة، بدلًا من تسويق منتوجٍ غير نظيفٍ ورديء النوعية كما كان يحدث سابقًا في منازل الفلاحين، وبيعه للتجار المحليين. دفع هذا الأمر المزارعين إلى التعامل مباشرة مع الشركات التي أنشؤوها بأنفسهم، فأمنت لهم تلك الطريقة الأسعار الجيدة بعيدًا عن السماسرة الذين كانوا يأخذون الأرباح.
اعتقد بلونكيت أن الثورة الصناعية بحاجة إلى إعادة تعريفٍ من جديد عن طريق ثورة زراعية، وعبر الجمعيات التعاونية التي أنشأها. أعلن بلونكيت عن أفكاره تحت شعار «زراعة أفضل، تجارة أفضل، حياة أفضل»، وهو شعار اقتبسه الرئيس الأمريكي ثيودور روزفلت عند الإعلان عن سياسته المحافظة والحياة في الريف.

## النجاح والمعارضة
اتخذ الرأي العام موقفًا معاديًا لتنامي الحركة التعاونية في بعض القطاعات، ولو أن الموقف العام جاء فاترًا في البداية. قاد أصحاب المحال ومشترو الزبدة وقطاعات الصحافة حملةً من المعارضة الفتاكة، فأصبح بلونكيت والتعاونيات التي أنشأها محل إدانة واستهجان لتخريبهم -عن عمد- صناعة الألبان، لكن الحركة صمدت في وجه تلك الحملة، خاصة إذا أخذنا بعين الاعتبار الفوائد التي جناها المزارعون. شكّل بلونكيت وزملاءه، من ضمنهم الشاعر والرسام جورج ويليام رسل، فريق عمل جيد، إذ كتبوا عن الاقتصاد والتنمية الثقافية ودور اليد العاملة.
في بداية عام 1894، أوجد بلونكيت جمعية منظمة الزراعة الأيرلندية مع اللورد مونتيغل وتوماس أ.فينلاي وآخرون. فمع ازدياد حجم حملته بشكل كبير، أصبح من الصعب إدارتها من طرف عدة أفراد. تسلّم روبرت أ.أندرسون منصب السكرتير، وكان مساعداه هما إيه إي وبي جاي هانون. أصبحت الجمعية بعد فترة قلب عملية التعاون، إذ اتحدت 33 جمعية تعاونية للألبان وبنوك تعاونية لطرح هذا التعاون على المزارعين الأيرلنديين، وللتأكيد على المحاسن والانتفاعات التي تتوفر عند وجود إدارة أكثر اقتصادية وفعالية. في العام التالي، بدأ بلونكيت ورَسِل نشر صحيفة الجمعية، والتي كان اسمها »المنزل الأيرلندي«، فكان الهدف منها نشر المعلومات المتعلقة بالزراعة. بعد أربع سنوات، أصبح عدد الجمعيات المدمجة والمنضمة إليها هو 243. وخلال 10 أعوام، وصل ذلك العدد إلى 800، ووصلت العوائد إلى 3 ملايين جنيه إسترليني (أي أكثر من 300 مليون جنيه إسترليني مقارنة مع قيمة المال اليوم، وتتجاوز عوائد تلك الشركات المليار يورو).
كانت مهمة بلونكيت مُضنية. فكان رياديًا في مجال التنمية الريفية الممنهجة. وكان بالرغم من تجاهل دوره في الشؤون الأيرلندية، رمزًا مؤثرًا بالنسبة للكثير من المصلحين العالميين، ويُذكر كواحد من قلائل امتلكوا بصيرة طويلة المدى لتنمية أيرلندا الريفية. كان بلونكيت يميل إلى تذكير الجماهير بأن التخلّف والتأخير في الريف الأيرلندي سيبقى مشكلة بحاجة لحلّ، حتى لو حصل المزارعون على الملكية الكاملة للأرض وطُبق الحكم الذاتي في أيرلندا. لكن الصراع الطبقي بين المزارعين وأصحاب المَحالّ أدى إلى إحباط الكثير من أهداف بلونكيت التي سعى إلى تحقيقها.

## روابط خارجية
- هوريس بلونكيت على موقع الموسوعة البريطانية (الإنجليزية)